# Sierpiec
Sierpiec, gągoł północny (Bucephala islandica) – gatunek ptaka z rodziny kaczkowatych (Anatidae). Zamieszkuje Amerykę Północną i Islandię. Nie jest zagrożony wyginięciem.

## Systematyka
Gatunek ten po raz pierwszy zgodnie z zasadami nazewnictwa binominalnego opisał w 1789 roku niemiecki przyrodnik Johann Friedrich Gmelin w 13. edycji linneuszowskiego Systema Naturae. Autor nadał gatunkowi nazwę Anas islandica, a jako miejsce typowe wskazał Islandię. Obecnie sierpiec zaliczany jest do rodzaju Bucephala. Nie wyróżnia się podgatunków.

## Występowanie
Alaska przez zachodnią Kanadę na południe do północno-zachodnich USA i dalej na południowy wschód do stanów Oregon i Kolorado, wschodnia Kanada (południowy Quebec i północno-wschodnia część półwyspu Labrador) oraz Islandia.
Wyjątkowo zalatuje do Polski, ze względu jednak na to, że nie ma pewności, czy były to pojawy naturalne, gatunkowi temu nadano kategorię D w klasyfikacji AERC i nie jest on zaliczany do krajowej awifauny.

## Morfologia
Długość ciała 41–51 cm, długość skrzydła 21–25 cm, rozpiętość skrzydeł 67–85 cm, masa ciała około 1100 g. Samiec większy od samicy. Głowa czarna z odcieniem koloru purpury. Między czarnym dziobem i żółtym okiem biała plama w kształcie półksiężyca. Na potylicy widać czubek z dłuższych piór. Brzuch, szyja, boki, pierś, ogon czarne, z białymi plamami. Głowa samicy i młodych brązowa; plecy, boki oraz ogon ciemne; dziób żółty do pomarańczowego. W locie widoczne skrzydła z czarnym rysunkiem, lot świszczący.

## Ekologia

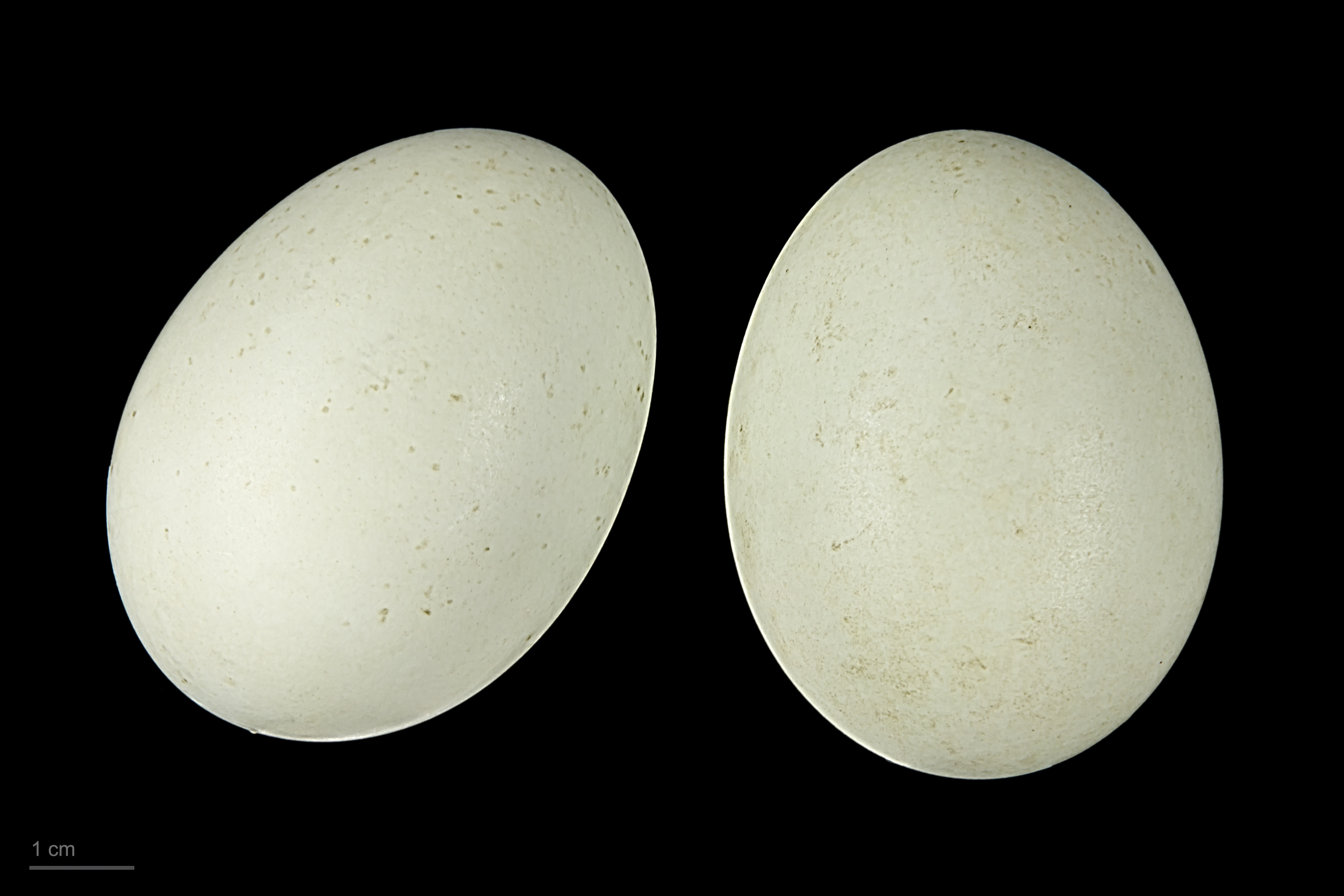
Jaja z kolekcji muzealnej

Ptaki monogamiczne. Preferuje otwarte jeziora i oczka wodne, jeziora śródlądowe i rzeki. W głębi lądu, latem i jesienią, żywi się owadami wodnymi, skorupiakami i roślinami wodnymi. Na zimowiskach odżywia się głównie skorupiakami, mięczakami, małymi rybami i różnym materiałem roślinnym; pożywienie zdobywa nurkując z powierzchni wody. Gniazda pokryte puchem i trawą buduje w szczelinach skał, urwistych brzegach rzek lub na drzewach nawet do wysokości 50 m. Samica znosi 5–15 bladoniebieskich, oliwkowych lub zielonych jaj, które wysiaduje przez okres 28–34 dni.

## Status i ochrona
W Czerwonej księdze gatunków zagrożonych Międzynarodowej Unii Ochrony Przyrody jest zaliczany do kategorii LC (najmniejszej troski) nieprzerwanie od 1988 roku. Liczebność światowej populacji szacuje się na około 175–200 tysięcy dorosłych osobników. Globalny trend liczebności populacji uznawany jest za stabilny.